# Liste des parcs de loisirs d'Océanie
Liste des parcs d'attractions d'Océanie.

## Australie

### Territoire de la capitale australienne
Canberra
- Downunderland
- Big Splash
- Corin Forest Recreational Playground

### Nouvelle-Galles du Sud
- Magic Mountain (en), Merimbula
- Scenic World, Katoomba
- Jamberoo Action Park, Jamberoo
- Ton-O-Fun, Forster

Sydney
- Adventure Golf at Panthers World of Entertainment Complex
- Entertainment Quarter (anciennement: Fox Studios Australia, Royal Agricultural Society Showground), Moore Park
- KAOS-Indoor Amusement arcade
- Luna Park Sydney
- Manly Waterworks
- Thomas The Tank Engine, Vicarys Winery, Luddenham
- Wonderland City (anciennement: Bondi Aquarium)
- Wonderland Sydney (disparu)

### Queensland
- Paronella Park

Gold Coast
- Dreamworld, Coomera
- Sea World
- Warner Bros. Movie World Australia
- Wet'n'Wild Water World
- WhiteWater World

### Australie-Méridionale
- Dazzleland (disparu), Adélaïde

Glenelg
- The Beachouse
- Magic Mountain (disparu)
- Luna Park Glenelg (disparu)

### Victoria
- Hi-Lite Park, Geelong
- Gumbuya Park, Tynong
- Luna Park, Melbourne
- Melbourne Showgrounds, Ascot Vale

### Australie-Occidentale
- Adventure World, Bibra Lake
- Perth Royal Showgrounds, Claremont

## Nouvelle-Zélande
- Rainbow's End, Manukau City, Auckland